# Roma (Texas)
Roma es una ciudad ubicada en el condado de Starr en el estado estadounidense de Texas. En el Censo de 2010 tenía una población de 9765 habitantes y una densidad poblacional de 898,54 personas por km².

## Geografía
Roma se encuentra ubicada en las coordenadas 26°24′24″N 98°59′24″O / 26.40667, -98.99000. Según la Oficina del Censo de los Estados Unidos, Roma tiene una superficie total de 10.87 km², de la cual 10.54 km² corresponden a tierra firme y (2.98%) 0.32 km² es agua.

## Demografía
Según el censo de 2010, había 9765 personas residiendo en Roma. La densidad de población era de 898,54 hab./km². De los 9765 habitantes, Roma estaba compuesto por el 98.85% blancos, el 0.06% eran afroamericanos, el 0.05% eran amerindios, el 0.03% eran asiáticos, el 0% eran isleños del Pacífico, el 0.84% eran de otras razas y el 0.16% pertenecían a dos o más razas. Del total de la población el 99,99% eran hispanos o latinos de cualquier raza.